# Geburt

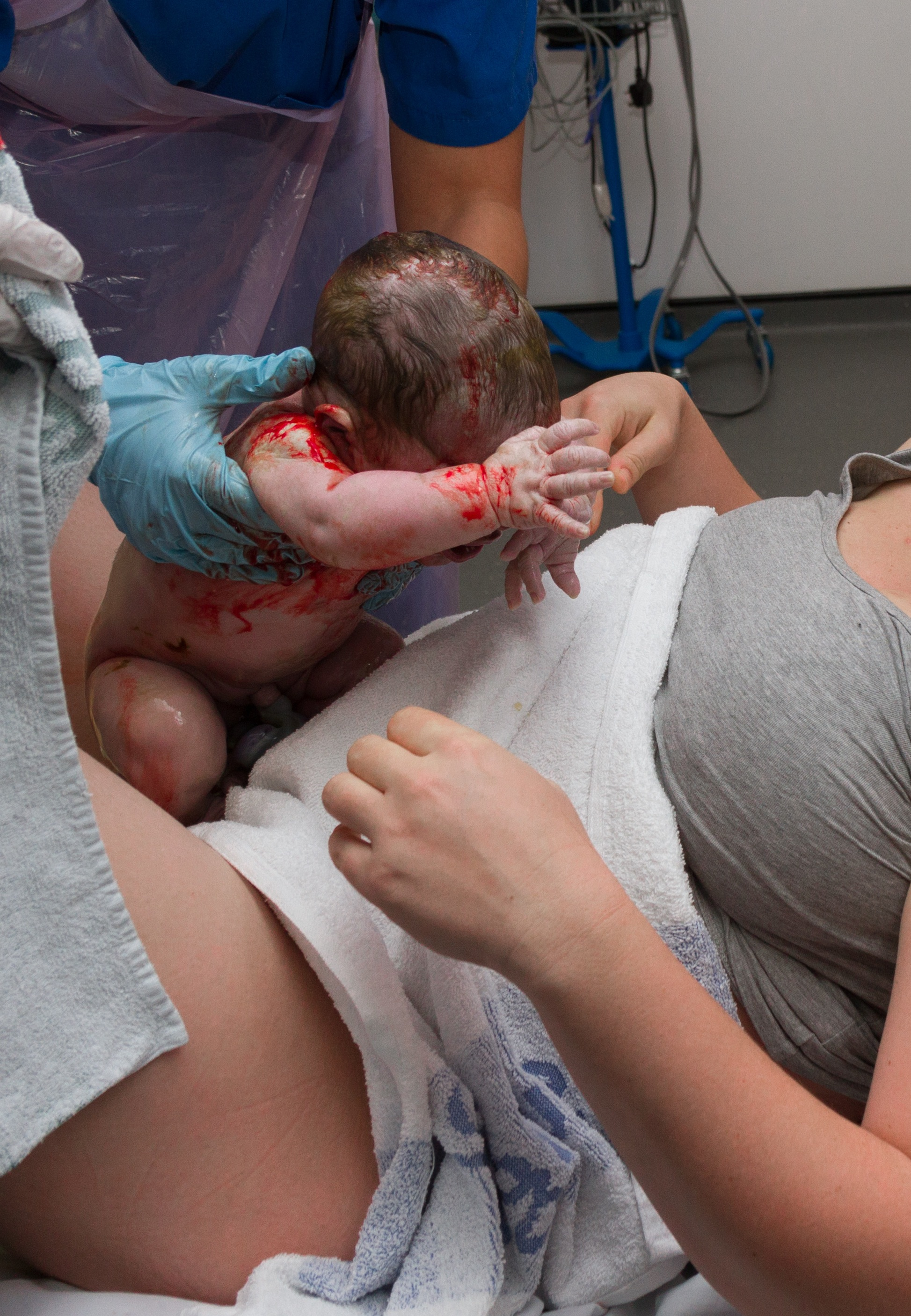
Natürliche Geburt eines Säuglings

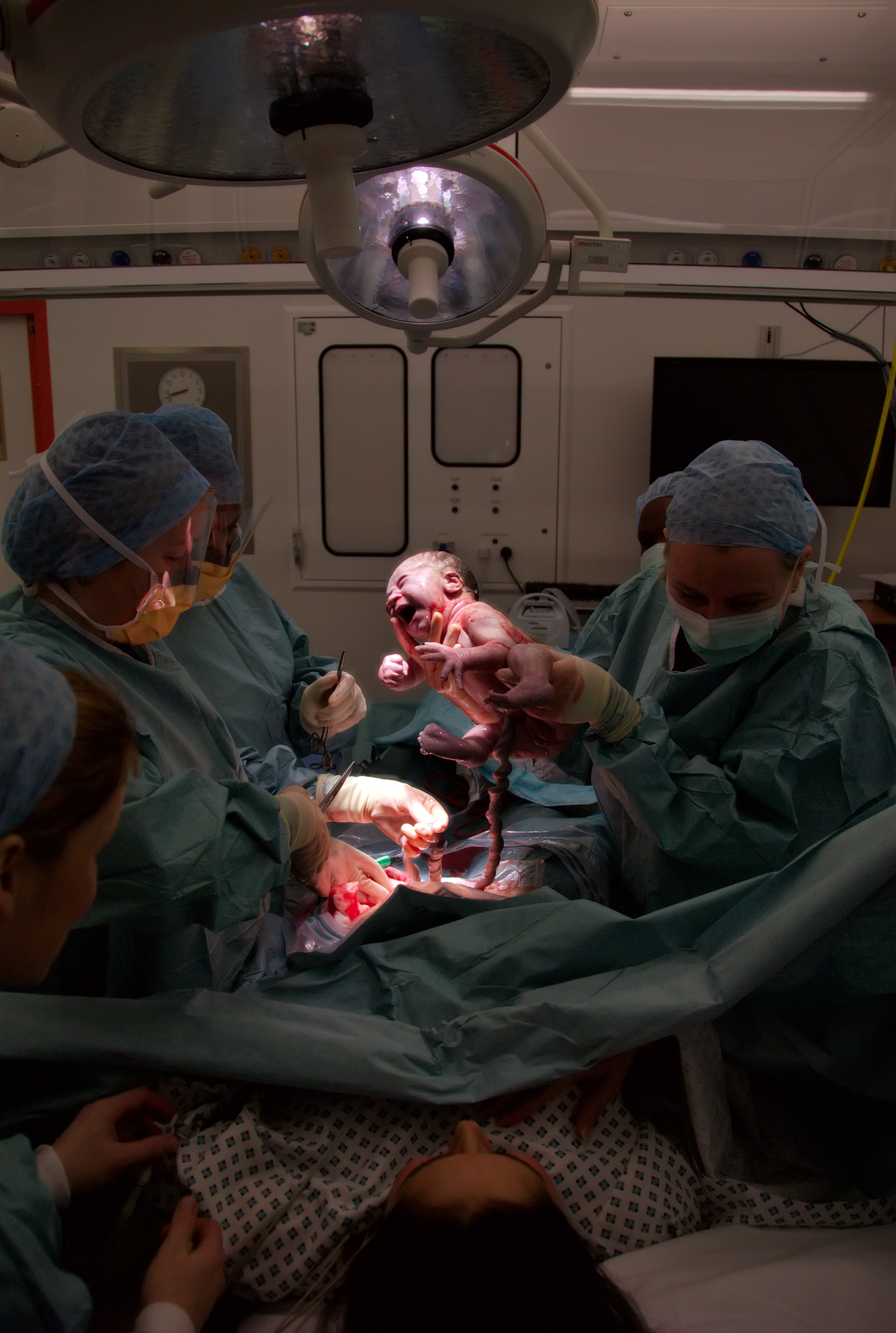
Geburt per Kaiserschnitt

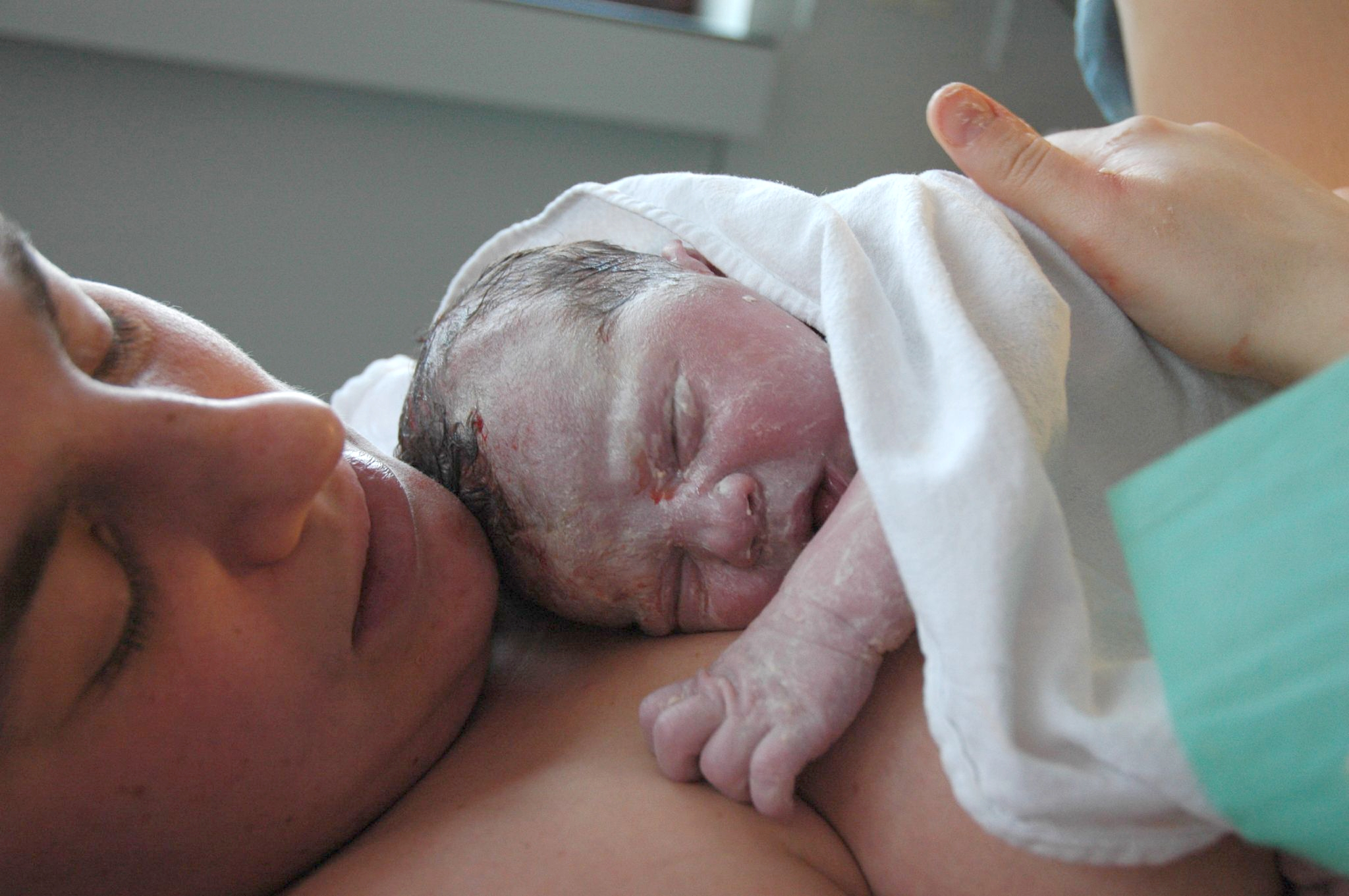
Mutter mit Neugeborenem

Geburt (lateinisch partus und altgriechisch γονή gonḗ), auch Entbindung (der Mutter von einem Kind) oder altertümlich Niederkunft (der Mutter mit einem Kind), ist der Vorgang des den Mutterleib verlassenden Kindes, welcher das Ende einer Schwangerschaft darstellt. Unter physiologischen Bedingungen wird die Geburt vom Fötus eingeleitet.
Eine Schwangerschaft dauert beim Menschen durchschnittlich 266 Tage und endet, wenn der Fötus die Gebärmutter der Mutter verlässt. Die meisten Kinder werden innerhalb von jeweils zwei Wochen vor bzw. nach dem errechneten Termin geboren. Auf den Tag genau zum errechneten Termin kommen nur vier Prozent der Kinder zur Welt.
Eine baldige Geburt kann sich durch folgende Symptome ankündigen:
- durch das Einsetzen der Eröffnungswehen (Dauer ungefähr 30–60 Sekunden, alle 10 Minuten)
- durch einen eventuell leicht blutigen Ausfluss infolge des sich lösenden Schleimpfropfes vom Muttermund (Zeichnungsblutung), teilweise einige Tage vor der Geburt
- den Blasensprung (das Platzen der Fruchtblase)
- Durchfall oder Erbrechen

In der Medizin beginnt die Geburt, wenn der Muttermund mindestens fünf Zentimeter eröffnet ist und die Wehen regelmäßig und muttermundswirksam sind.
Bei Überschreitung des sogenannten errechneten Termins um etwa 14 Tage oder wegen medizinischer Notwendigkeit kann durch eine Geburtseinleitung der Geburtsbeginn künstlich herbeigeführt werden.

## Sprachliches
Das Substantiv Geburt ist vom Verb gebären abgeleitet, das auf die indogermanische Wurzel *bher(ə)- „tragen“ zurückgeht und mit englisch to bear „(er-)tragen, hervorbringen“, lateinisch ferre, griechisch φέρειν (pherein), beide mit der Bedeutung „tragen, bringen“, urverwandt ist, wörtlich also als „austragen, zu Ende tragen“ zu verstehen ist. Andere deutsche Wörter, die dieser Wortfamilie angehören, sind u. a. Bahre, entbehren (eigentlich „nicht tragen“), Bürde und das Suffix -bar, wie in fruchtbar „Frucht bringend, tragend.“
Besonders im juristischen Sprachgebrauch ist oft von der Niederkunft die Rede. Die verhüllende Ausdrucksweise von niederkommen, die schlicht „sich ins Wochenbett legen“ meinte, lässt sich vielleicht an französisch accoucher (d’un enfant) anschließen. Ein weiteres Synonym ist Entbindung, das zunächst konkret das Losbinden von der Nabelschnur bezeichnete. Im Allgemeinen sagt man „Die Mutter wird vom Kind entbunden“ und nicht „Das Kind wird von der Mutter entbunden“. Als untypisch oder falsch gilt auch die Formulierung „Die Mutter entbindet ein Kind“, üblich ist allenfalls der intransitive Gebrauch von entbinden im Sinne von „Mutter werden, gebären“, also etwa: „Meine Frau entbindet zu Hause, nicht in der Klinik“.
Auch in der medizinischen Terminologie wird die Geburt aus der Sicht der Mutter – dem partus – von der Geburt aus der Sicht des Kindes – dem natus – unterschieden. So wird bei der Peripartaldiagnostik die Mutter untersucht, bei der Perinataldiagnostik das Kind.

## Ablauf der Geburt

### Einleitung

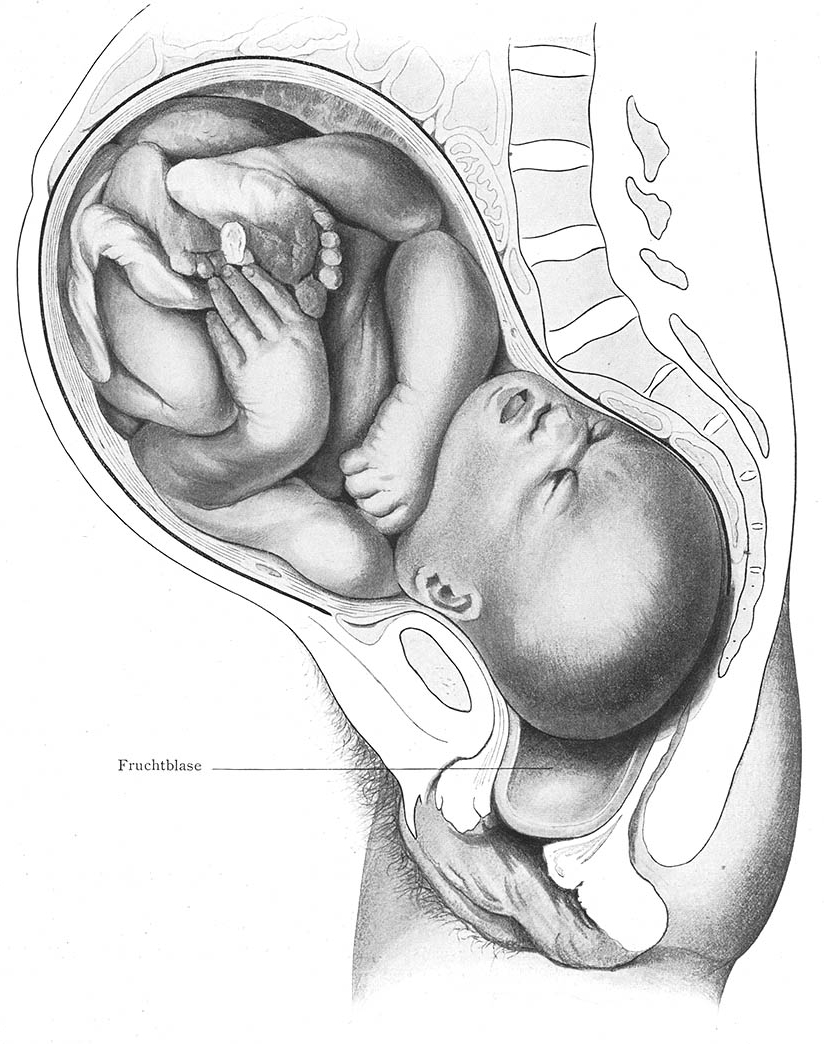
Kind im Geburtskanal. Die Scheidenrunzeln (Rugae vaginales) werden bei normaler Geburtslage durch den Kopf gestaucht und schaffen damit einen gewissen Reserveraum.

Der Auslöser für den Geburtsvorgang war lange Zeit unbekannt. Forschungen im Tiermodell deuten darauf hin, dass das Surfactant-Protein A, welches für die Lungenreifung verantwortlich ist, über eine Reihe von Reaktionen die Wehen auslösen kann. Dieses Eiweiß wird vom Kind produziert, welches also wesentlich am Beginn der Geburt mitwirkt. Das geburtsreife Kind hört außerdem auf, das Schwangerschaftshormon HCG zu bilden, welches über eine hormonelle Rückkopplung im Gehirn der Mutter die Bildung des Wehenhormons Oxytozin unterdrückt, um die Schwangerschaft aufrechtzuerhalten.

Geburtssequenzen einer vorderen Hinterhauptslage, die man in 92–93 % aller Fälle der ausgetragenen Schwangerschaften findet.

Die Dauer der Geburt ist sehr unterschiedlich. Man rechnet durchschnittlich 13 Stunden für Erstgebärende (lateinisch primiparae) und 8 Stunden für Frauen, die bereits ein Kind geboren haben.
Die Zeiten, die für eine Geburt als normal angesehen werden, wurden innerhalb der letzten knapp 50 Jahre allerdings halbiert. Der Geburtsverlauf wird in einem Partogramm dokumentiert.
Subjektiv erzählen Frauen oft von einer längeren Geburtsdauer. Dies resultiert daraus, dass sie den Moment, in dem sie die ersten Wehen verspüren, oder den Moment, an dem sie ins Krankenhaus eintreten, als Geburtsbeginn definieren.
Für den Geburtshelfer bzw. die Hebamme beginnt eine Geburt aber erst dann, wenn die Wehen zur Verkürzung des Gebärmutterhalses und der Eröffnung des Muttermundes beitragen (sogenannte portiowirksame Wehen).
Die Chronobiologie beobachtet, dass die Verteilung der Geburten über den Tag um etwa drei Uhr morgens einen Hochpunkt erreicht.
Im Sprachgebrauch der Geburtshelfer bezeichnet eine Geburtseinleitung die künstliche Erzeugung von Geburtsvorgängen durch den Arzt oder eine Hebamme. Einzelheiten im Wikipedia-Artikel Geburtseinleitung.

### Eröffnungsphase
Die normale Geburt (auch Spontangeburt) des Menschen beginnt mit der Eröffnungsphase, dem ersten Stadium der Geburt. Sie beginnt meist mit unregelmäßigen Wehen mit einer Frequenz von 2–3 Wehen in 30 Minuten. Ziel der Eröffnungswehen ist die Verkürzung der Cervix uteri (Gebärmutterhals) und die Erweiterung des Muttermundes. Im Verlauf der Eröffnungsphase erhöht sich die Wehenfrequenz normalerweise langsam bis auf 2–3 Wehen in 10 Minuten. Auch der Rhythmus wird meist regelmäßiger. Die Dauer der Wehen in der Eröffnungsphase beträgt durchschnittlich 60 Sekunden. Eine Geburt ist allerdings ein sehr individueller Vorgang, weshalb Wehen in Abstand, Dauer und Intensität und damit auch die Geburtsdauer sehr unterschiedlich sein können. Das Eröffnen der Fruchtblase verstärkt manchmal die Wehen.
Während einer Wehe oder auch Kontraktion zieht sich die Gebärmutterwand über den vorangehenden kindlichen Teil, also meist den Kopf, nach oben zurück. Man bezeichnet diesen Vorgang als Retraktion. Als Folge der Retraktion wird der untere Bereich der Gebärmutter gedehnt. Das Kind wird von der Gebärmutter Richtung Beckenausgang gedrückt, gleichzeitig wird der untere Teil der Gebärmutter mit dem Gebärmutterhals über den führenden Kindsteil nach oben zurückgezogen. Dies bezeichnet man als Distraktion. Als Folge kommt es zur Öffnung des Muttermundes. Die Eröffnung des Muttermundes hängt aber auch von weiteren, vor allem von psychischen und hormonellen, Faktoren ab. Ist die Gebärende entspannt und fühlt sie sich wohl, wird die Eröffnung des Muttermundes erleichtert und geht in der Regel schneller vor sich, als wenn sie angespannt ist. Visualisierungen und bestimmte Atemtechniken können zur Entspannung und zur leichteren Eröffnung des Muttermundes beitragen.

### Übergangsphase
Das letzte Drittel der Eröffnungsphase wird auch Übergangsphase genannt. In ihr steigt die Wehenfrequenz häufig, die Kontraktionen werden meist stärker und die Schmerzen intensiver. Der Kopf des Kindes tritt durch das Becken der Mutter. Hierzu muss das Kind eine 90-Grad-Drehung machen: Zunächst „schaut“ das in Schädellage liegende Kind auf die rechte oder linke Hüfte der Mutter, um in den querovalen Beckeneingang eintreten zu können. Während der Übergangsphase dreht es sich, wenn die Geburt regelgerecht verläuft, mit dem Gesicht nach hinten, in Richtung Steißbein.

### Austreibungsphase
Wenn der Muttermund annähernd oder vollständig eröffnet ist (8–10 cm), beginnt die Austreibungsphase, das dritte Stadium der Geburt. In ihr ändert sich der Charakter der Wehen erneut. Es kommt zu einer durchschnittlichen Frequenz von 6–7 Wehen in 15 Minuten. Wenn der kindliche Kopf entsprechend tief ins Becken eintritt, drückt er auf den mütterlichen Darm. Dies hat zur Folge, dass bei der gebärenden Frau reflektorisch ein Pressdrang ausgelöst wird. Die Frau hat dann meist unweigerlich das Bedürfnis, mitdrücken zu müssen, und unterstützt somit die uterinen Kräfte mit ihrer Bauchmuskulatur. Dieser Pressdrang kann allerdings bei einer Periduralanästhesie abgeschwächt oder sogar ganz unterdrückt werden.
Der kindliche Kopf wird bei normalem Geburtsverlauf gebeugt. Während der Kopf den Beckenboden überwindet und austritt, geht er in eine Überstreckung über. Ist der Kopf geboren, tritt normalerweise eine Wehenpause ein und mit der nächsten Wehe macht das Kind wieder eine Drehung um 90°, schaut also dann wieder nach rechts oder nach links, damit die Schultern aus dem längsovalen Beckenausgang austreten können. Sind die Schultern geboren, folgt der Rest des kindlichen Körpers unmittelbar.
Die das Kind umgebenden Eihäute werden Fruchtblase genannt. Diese kann sich entweder vor Wehenbeginn oder in jeder Geburtsphase öffnen (Blasensprung). Sehr selten bleibt die Fruchtblase bei der Geburt des kindlichen Kopfes intakt. Man spricht dann von einer „Glückshaube“.
Bei idealer Geburtslage, Schädellage, sollte das Fortschreiten des kindlichen Kopfes durch Atemtechnik der Frau und durch Dammschutz verzögert werden, bis sich die Muskelstrukturen des Damms entspannt haben. Der Kristeller-Handgriff wird heute nur noch selten und nur bei strenger Indikation angewendet.

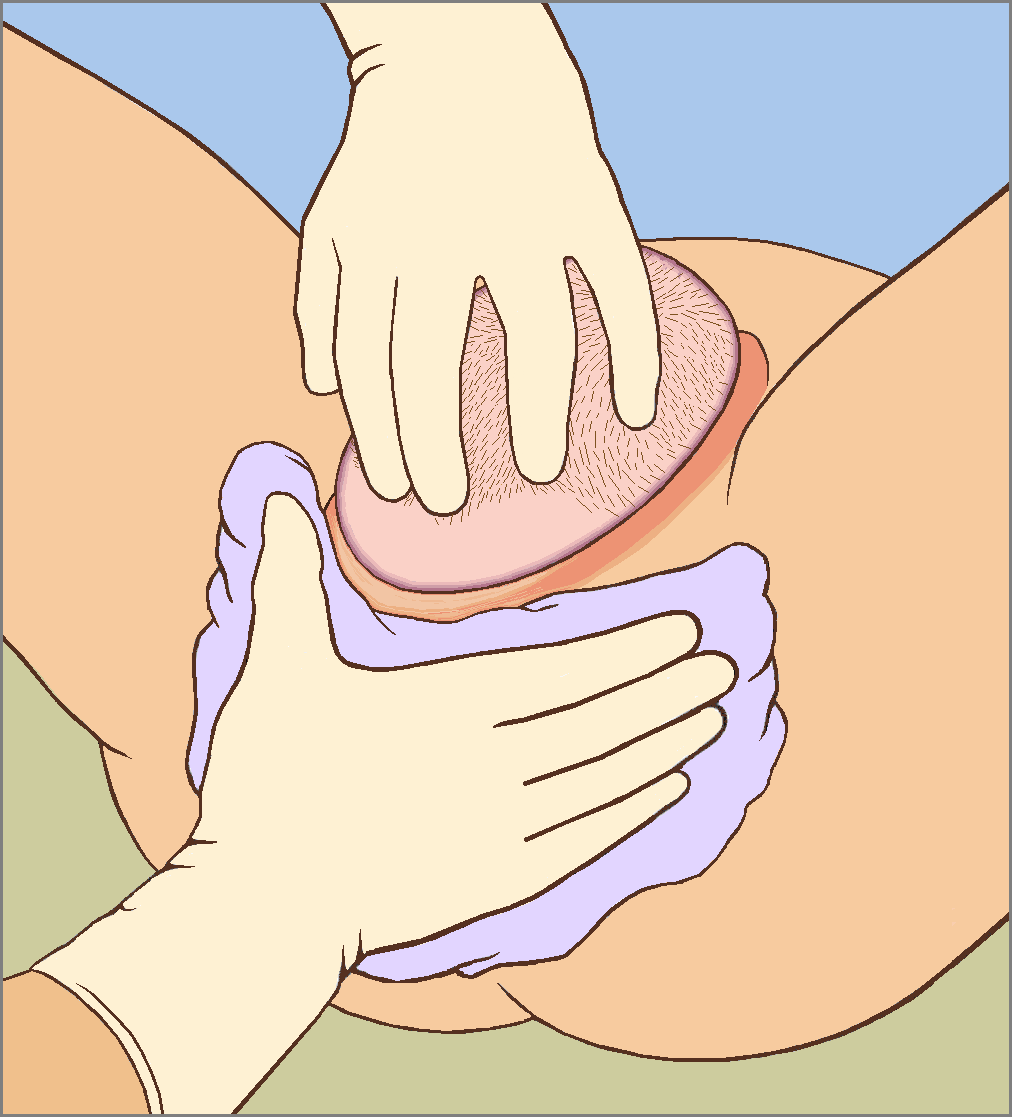
Durchführung eines Dammschutzes: linke Hand „Kopfbremse“, rechte Hand Unterstützung des Damms
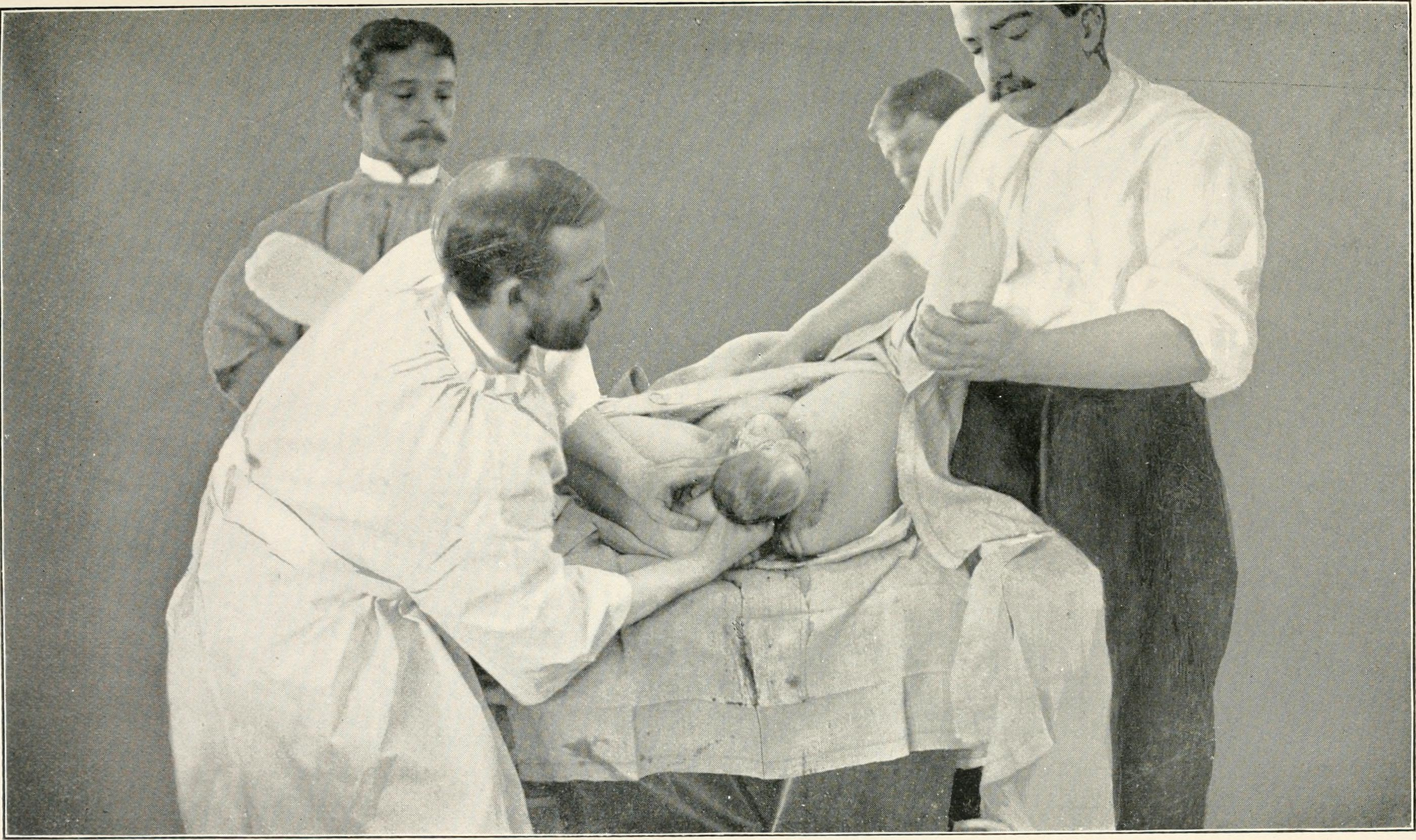
Geburtshilfe 1897: Nach-vorn-bringen des Hinterkopfes in einer Position mit einer Beugung

### Nachgeburtsphase

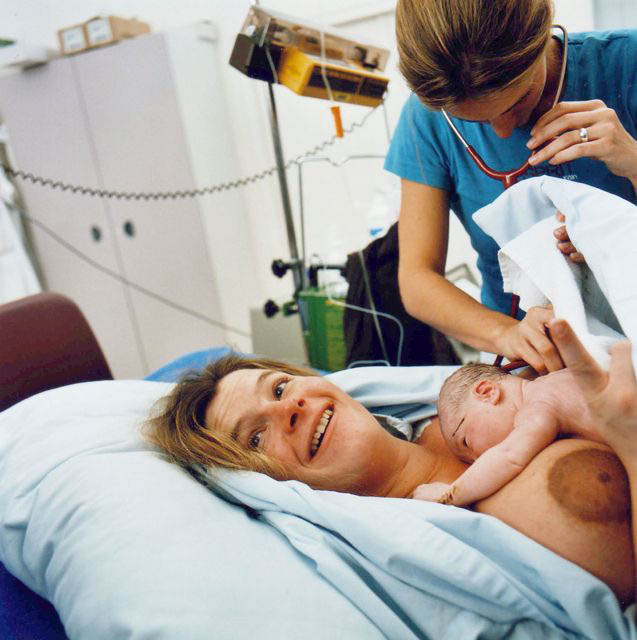
Mutter mit neugeborener Tochter

Das letzte Stadium der Geburt ist die Plazentaphase (Nachgeburtsphase) mit Ausstoßung der Nachgeburt. Die Dauer dieser Geburtsphase kann stark variieren, bei natürlicher Geburtsbegleitung beträgt sie wenige Minuten bis zu einer Stunde und länger, während sie bei der aktiven medikamentösen Geburtsbegleitung die Zeit von 30 Minuten nicht überschreiten sollte. Diese Geburtsphase endet mit der Geburt des Mutterkuchens und der Fruchtblase (Nachgeburt). Diese wird durch Hebamme oder Arzt auf Vollständigkeit überprüft. Löst sich die Plazenta nicht oder nur unvollständig bzw. bleiben Teile davon in der Gebärmutter zurück (Placenta accreta), ist eine manuelle Lösung der Plazenta oder eine Ausschabung zur Verhinderung von Infektionen und Gewebewucherungen notwendig.
Nach der Geburt kann das gesunde Neugeborene vom Geburtshelfer oder der Mutter selbst auf ihre Brust oder ihren Bauch gelegt und warm zugedeckt werden, um das Bonding und erstes Stillen zu ermöglichen bzw. die Geburt der Plazenta zu erleichtern. Will die Mutter nicht stillen, kann das Kind in dieser Zeit auch zunächst dem Vater übergeben werden, um dessen Bindung an Mutter und Kind zu bestätigen oder zu festigen.
Die Nabelschnur wurde noch bis vor einigen Jahren sofort nach der Entbindung durchtrennt. Heutzutage warten die Geburtshelfer damit oft, bis die Nabelschnur aufgehört hat zu pulsieren. Manche Geburtshelfer durchtrennen die Nabelschnur aber erst, wenn die Plazenta geboren ist.
Im Anschluss an die Entbindung wird der Zustand des Neugeborenen nach einer, fünf und zehn Minuten klinisch beurteilt und der Apgar-Score bestimmt.

## Medizinische Interventionen
Während der Austreibungsphase kann ein Dammschnitt sinnvoll werden. Ein präventiver Dammschnitt (vorsorglicher Dammschnitt ohne zwingenden Grund) wird heute seltener durchgeführt als noch vor ein paar Jahren. Meist wurde ein solcher Dammschnitt damit begründet, den Beckenboden dadurch vor schlimmeren Verletzungen schützen zu können. Dies ist jedoch widerlegt. Allerdings wird ein Dammschnitt heute dann ausgeführt, wenn es dem Kind unter der Geburt schlecht geht, dann kann er die Austreibungsphase um wertvolle Minuten verkürzen. Vor einem Dammschnitt kann der Arzt während einer Presswehe in den Damm eine nicht spürbare Injektion zur lokalen Schmerzbetäubung geben.
Bei einer Wehenschwäche oder Erschöpfung der Mutter während der Austreibungsphase wird manchmal mit dem „Kristeller-Handgriff“ von außen während der Wehe kräftig auf die Gebärmutteroberkante gedrückt. Allerdings ist dieser Eingriff umstritten, da er ein gewisses Verletzungsrisiko der inneren Organe der Mutter sowie die Gefahr einer vorzeitigen Plazentalösung mit sich bringt, insbesondere durch falsche Anwendung. Auch kann es beim „Kristellern“ zu Uterusrupturen kommen. Um eine zu schwache Wehentätigkeit zu verstärken, kann intravenös das Wehenhormon Oxytozin gegeben werden, der sogenannte „Wehentropf“. Solche Maßnahmen werden aber nur eingesetzt, wenn die Herztöne des Ungeborenen zu langsam werden, da sie später Nebenwirkungen haben können (siehe auch Geburtseinleitung).
Weitere Hilfsmittel zur schnelleren vaginalen Geburtsbeendigung sind Saugglocke und Geburtszange, ihre Anwendung wird vaginal-operative Entbindung genannt. Auch hierfür ist in erster Linie ein Besorgnis erregender kindlicher Zustand Indikation. Ferner sind Pressunvermögen der Gebärenden verschiedenen Ursprungs (Erschöpfung, Periduralanästhesie) Gründe, die Geburt mittels Kunsthilfe zu vollenden.

## Medizinische Aspekte

### Grundsätzliches
Die medizinische Disziplin, die sich mit der Geburt befasst, ist die Geburtshilfe. Eine Hebamme ist in besonderer Weise ausgebildet, um Geburtshilfe zu leisten. Nach deutschem und österreichischem Recht ist sie die einzige, die eine Geburt alleine leiten darf. Auch ein Arzt in Deutschland hat, außer in Notfällen, immer die Pflicht, eine Hebamme herbeizurufen.
Bei der Geburt sind verschiedene Geburtsstellungen möglich. In aufrechter Stellung (zum Beispiel Vierfüßlerstand, Hocken, Knien, Knie-Ellenbogen-Haltung, Stehen) oder liegend (Rücken- oder Seitenlage) bzw. im Sitzen. Daneben ist die Wassergeburt zu nennen.
In der Vergangenheit starb eine große Anzahl Frauen während der Geburt meist auf Grund von zu hohem Blutverlust oder im Wochenbett, oft aufgrund von Wundinfektionen infolge mangelnder Hygiene (siehe Kindbettfieber) und schlechter Ernährung.
Auch heute noch sterben in Entwicklungsländern eine halbe Million Frauen jährlich in der Schwangerschaft oder im Zusammenhang mit der Geburt. Die größte Gruppe, ungefähr 25 Prozent, am Blutverlust nach der Geburt; Infektionen, Geburtskomplikationen, Gestosen sind weitere Ursachen. Die Müttersterblichkeit erreicht in Entwicklungsländern die 1-Prozent-Schwelle, die Kindersterblichkeit – um die Geburt – liegt oft höher als 5 Prozent.
Zudem sind häufig die nächsten Krankenhäuser, die Hilfe wie zum Beispiel blutungsstillende Medikamente oder die Durchführung eines Kaiserschnitts anbieten, sehr weit entfernt oder für die Betroffenen ist der medizinische Eingriff unbezahlbar.
In Industrieländern ist die Mütter- und Säuglingssterblichkeit niedrig. Hauptursachen für die Müttersterblichkeit sind hier peripartale Blutungen durch Uterusatonie, HELLP-Syndrom und eine Fruchtwasserembolie.
In den ersten sechs Wochen nach der Geburt besteht bei der Mutter ein erhöhtes Risiko eines thrombotischen Ereignisses, besonders bei Vorliegen von weiteren Risikofaktoren wie eine vorhergehende Thrombose, eine primäre Hyperkoagulabilität oder Rauchen. In einer retrospektiven Crossover-Kohortenstudie in Kalifornien mit über 1,6 Millionen Erstgebärenden aller Ethnien traten in den ersten sechs Wochen im Vergleich zu den sechs Wochen im Jahr darauf 22,1 thrombotische Ereignisse pro 100.000 Frauen und in den Wochen 7–12 3,0 thrombotische Ereignisse mehr auf. Dabei zeigte sich in den ersten sechs Wochen eine Odds Ratio von 8,5 für einen Schlaganfall, von 13,0 für einen Herzinfarkt und von 12,1 für eine tiefe Beinvenenthrombose.

### Geburtsschmerzen
Eine menschliche Geburt kann weit schmerzhafter sein als im Tierreich, auch im Vergleich zu den dem Menschen nahestehenden Affen. Die Gründe dafür sind zwei menschliche Besonderheiten: der große Kopfumfang, bedingt durch das relativ große Gehirn, und der aufrechte Gang. Das kleine Becken, genauer der Beckenboden, der Frau muss deshalb zwei widersprüchliche Aufgaben erfüllen: Einerseits muss er straff genug sein, um die Eingeweide vor dem Herausfallen zu bewahren (vgl. hierzu Gebärmuttervorfall), andererseits muss er so dehnbar sein, dass er ein Kind mit einem Kopfdurchmesser von ca. 10 cm hindurchgleiten lassen kann. Da Geburtskanal und Beckenboden hierfür stark gedehnt werden müssen, gibt es die irrtümliche Vorstellung, die Dehnung würde Schmerzen bereiten. Schmerzen entstehen jedoch bei einer normal verlaufenden natürlichen Geburt ausschließlich während der Wehen. In den Pausen zwischen den Wehen hat die Frau keine Schmerzen, sie kann diese Pausen bewusst genießen und so zur Erholung nutzen.
Schmerzen vor und während der Geburt können mittels intravenös verabreichter Schmerzmittel, einer Periduralanästhesie (PDA) oder mittels diverser Entspannungstechniken reduziert werden. Auch Placebos wie homöopathische Mittel und Akupunktur werden eingesetzt. Das Schmerzempfinden während der Geburt hängt großenteils auch von der Ausschüttung bestimmter Hormone ab. Ist die Gebärende entspannt und fühlt sich wohl und geborgen, werden in ihrem Körper Serotonin und mehr Oxytocin ausgeschüttet. Das Serotonin verringert das Schmerzempfinden, wobei das Oxytocin die Wehen verstärkt. Fühlt sich die Frau nicht wohl, hat sie Angst und verspannt sich, wird in der Folge vor allem das Stresshormon Adrenalin ausgeschüttet, was die Wehentätigkeit hemmt und das Schmerzempfinden erhöht. In Geburtsvorbereitungskursen können werdende Mütter die für eine möglichst "angenehme" natürliche Geburt erforderlichen Entspannungstechniken usw. erlernen und einüben.

## Natürliche Geburt nach Dick-Read
Nach Dick-Reads Lehre sind Angst und Unwissenheit die schlimmsten Feinde der natürlichen Entbindung. Deswegen dürfe die Frau nicht als passives Opfer in ein ihr unbekanntes Geschehen hineinstolpern. Sie müsse in allen Phasen der Geburt zu aktiver Mitwirkung herangezogen werden. Nach seiner Auffassung ist die Geburt nicht Schmerz, sondern Arbeit. Die Frauen sollten ihre Arbeit kennen. Sie hätten gelernt, die Absichten der Natur zu verstehen und zu nutzen, statt Widerstand zu leisten. Bei einer normalen Geburt beeinflusse nicht der Wehenschmerz den Gemütszustand der Frau, sondern umgekehrt der Gemütszustand erst den Schmerz. Frauen sollten die Geburt als ihre persönliche Leistung verstehen. Seine Behauptung: Es gibt keinen Schmerz bei der Geburt oder vielmehr, es dürfte keinen geben. Den Begriff Wehenschmerz ersetzte er durch Muskelgefühl.
Dick-Read entwickelte das später nach ihm Readsche Methode benannte System der pränatalen Psychoprophylaxe. Dabei setze seelische und körperliche Beeinflussung der werdenden Mutter den Geburtsschmerz herab. Die Beeinflussung könne durch systematische gymnastische Entspannungs- und Lockerungsübungen, Aufklärung und Belehrung über das Geburtsgeschehen und durch Ausschaltung der zu Verkrampfungen und Schmerzen führenden Geburtsangst erfolgen (Geburtsvorbereitung).
Nach der Theorie von Dick-Read entstehen ein großer Teil der Angst und der Schmerzen durch Erwartungen vor der Geburt. Er nannte dieses Phänomen Angst-Verkrampfungs-Schmerz-Syndrom (Fear-Tension-Pain-Syndrom). Dick-Read lehnte Schmerzmittel nicht grundsätzlich ab, da sich auch Ängste nicht unbedingt immer abbauen lassen. Dick-Read hat auch zum ersten Mal die unterstützende Rolle des Vaters bei der Geburt berücksichtigt.

## Verschiedene Sichtweisen der Geburt

### Natürliche Geburt

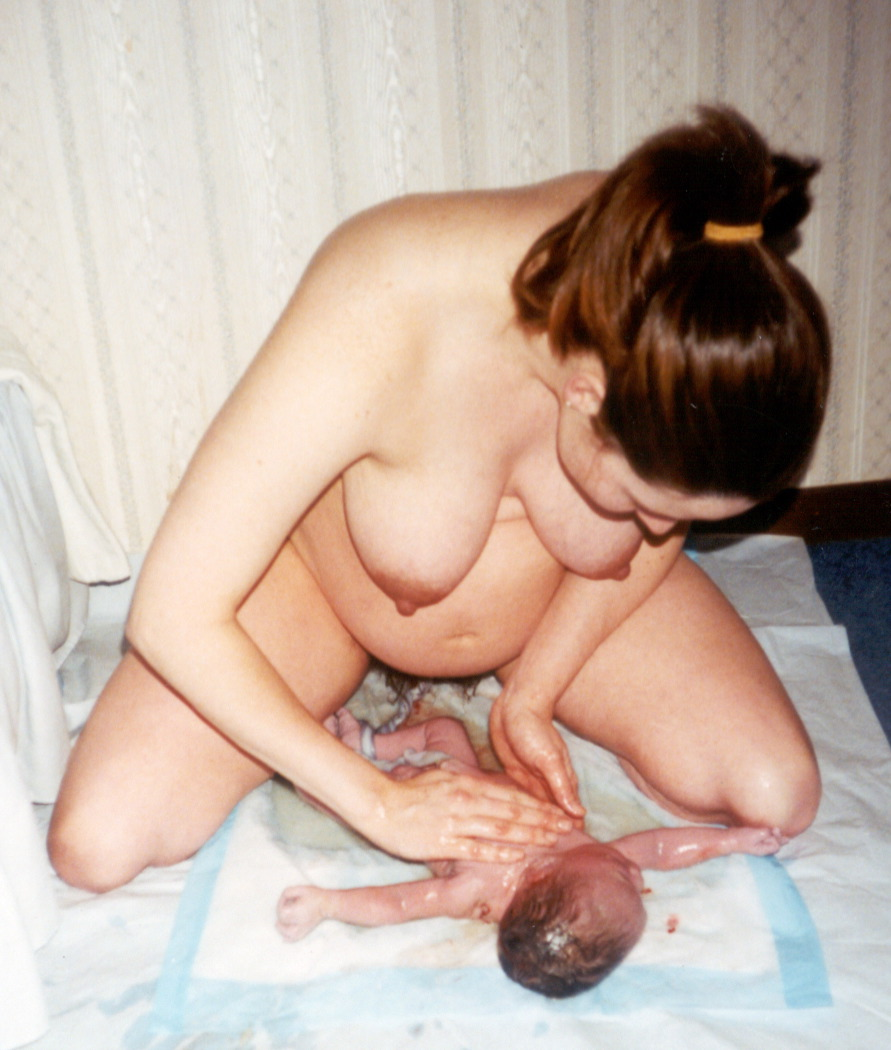
Hausgeburt

Die Geburt stellt für die Schwangere und gegebenenfalls weitere Beteiligte (meist den Vater) ein sehr emotionales Erlebnis dar. Sie ist zwar teilweise mit großen Schmerzen, aber auch mit großen Freuden verbunden. In der Regel wird eine Geburt umso positiver empfunden, je vertrauter bzw. angenehmer der Gebärenden die Umgebung ist.
Geburten finden derzeit im europäischen Kulturkreis in der Regel in einem Krankenhaus auf der gynäkologischen Station im Entbindungsraum unter der Leitung einer Hebamme und eines Arztes statt, gelegentlich auch in einem nur von Hebammen geleiteten Kreißsaal.
Daneben gibt es von Hebammen geführte Geburtshäuser und die Hausgeburt. 2008 waren in Österreich, Deutschland und der Schweiz ca. 2 Prozent der Geburten Hausgeburten, in den Niederlanden über 30 Prozent. Sehr selten kommen auch einzelne Fälle einer Hausgeburt völlig ohne medizinischen Beistand vor, eine in den USA sogenannte unassisted childbirth (deutsch etwa: Alleingeburt). Wassergeburten gelten als besonders schonend, weil sich die Mutter im warmen Wasser besser entspannen kann. Bei Wassergeburten kommt es seltener zu Dammverletzungen und die Blutung nach der Geburt ist im Durchschnitt geringer, auch regt die Wärme des Wassers die Wehentätigkeit an.
Die generelle Herangehensweise und Atmosphäre bei einer Geburt ist je nach Ort, Umfeld und Anspruch sehr verschieden. Wichtigstes Ziel ist die Gesunderhaltung und das Erkennen von Abweichungen von der Normalität unter der Geburt. Wie das genau zu erreichen ist, ist aber umstritten. Dabei gibt es zwei grundlegende Sichtweisen, die es immer zu verbinden gilt:
- Auf der einen Seite wird die Geburt als medizinisches Ereignis gesehen, das eine Reihe von Risiken mit sich bringt. Ein Ziel ist daher, Kind und Mutter vor möglichst vielen Risiken und vor allem vor bleibenden Schäden durch rechtzeitiges Eingreifen bei der Geburt zu schützen.
- Auf der anderen Seite wird die Geburt als natürlicher körperlicher Vorgang gesehen, der in den meisten Fällen ohne Komplikationen abläuft. Daher seien auch nur selten medizinische Eingriffe wie Betäubungsmittel oder Dammschnitt erforderlich.

Wie die Geburt gesehen wird und wie sie im Einzelfall abläuft, ist unterschiedlich.
Deutliche Unterschiede sind abhängig von der jeweiligen Entbindungsklinik, den behandelnden Ärzten und den Hebammen zu beobachten. Verantwortungsbewusste Hebammen prüfen sorgfältig, ob eine Geburt zu Hause oder im Geburtshaus vertretbar erscheint. Anderenfalls raten sie zur Entbindung in einer Klinik.

### Vorteile einer vaginalen Geburt
Ähnlich wie das natürliche Stillen, bietet auch eine natürliche Geburt zahlreiche Vorteile. Die Mikroflora beeinflusst auch den Körpergeruch des Kindes.
Eine ausführliche Gegenüberstellung von Argumenten findet sich bei Wunschkaiserschnitt

## Die soziokulturelle Geburt in der Soziologie
In der Soziologie wird mit René König und Dieter Claessens von der „zweiten, soziokulturellen Geburt“ des Menschen gesprochen, auch als Übergang von der „Humanisation“ zur „Sozialisation“ bezeichnet.
Während der Humanisation ist das Neugeborene etwa ein Jahr lang auf die zugleich anthropologisch (auch: biosoziologisch) und sozial geprägte Dyade zwischen Säugling und „Dauerpflegeperson“ angewiesen, um das spezielle „Urvertrauen“ zu gewinnen, mit dem es später sozial lernen kann (der Sozialisation fähig wird). In der Zoologie wird die Humanisation als das „extra-uterine Frühjahr“ bezeichnet (Portmann; uterus (lat.) = die Gebärmutter).

## Rechtliche Aspekte der Geburt

### Deutschland
Das Einsetzen der Eröffnungswehen gilt im Strafrecht als „Zäsur für den Beginn des menschlichen Lebens“. Zu diesem Zeitpunkt ändern sich die rechtlichen Konsequenzen, die bei einer Tötung des Kindes eintreten, vom Schwangerschaftsabbruch (§ 218 StGB) zum Mord (§ 211 StGB) bzw. Totschlag (§ 212 StGB); fahrlässige Tötung (§ 222 StGB) ist erst ab diesem Zeitpunkt strafbar.
Mit der Vollendung der Geburt ist der Beginn der zivilrechtlichen Rechtsfähigkeit (§ 1 BGB) des Menschen verbunden. Als vollendet gilt die Geburt mit dem vollständigen Austritt des Kindes aus dem Mutterleib, ohne dass die Nabelschnur durchtrennt ist. Ebenfalls beginnt die rechtliche Verantwortung der Eltern im Rahmen des Sorgerechtes. In der ersten Woche nach der Geburt werden dem örtlichen Standesamt die Daten für die Erstellung der Geburtsurkunde übermittelt.
Stirbt bereits nach der Zeugung, aber vor der Geburt des Kindes ein potentieller Erblasser, ist der „Nasciturus“ (zu Gebärender) als bereits geboren anzunehmen und ein entsprechender Erbteil zu reservieren (§ 1923 Absatz 2 BGB). Handelt es sich in der Folge um eine Totgeburt, wird dieser Erbteil unter den lebenden Erben so aufgeteilt, als hätte es die Schwangerschaft nicht gegeben (Nichtigkeit ex tunc).

### Österreich
Auch in Österreich ändern sich mit dem Einsetzen der Eröffnungswehen die rechtlichen Konsequenzen, die bei einer Tötung des Kindes gelten, vom Schwangerschaftsabbruch (§ 96 StGB) hin zum Mord (§ 75), Totschlag (§ 76), Tötung eines Kindes bei der Geburt (§ 79 StGB) oder etwa fahrlässiger Tötung (§ 80 StGB). 
Dagegen beginnt die zivilrechtliche Rechtsfähigkeit auch hier mit der Vollendung der Geburt. 
Stirbt bereits nach der Zeugung, aber vor der Geburt des Kindes ein potentieller Erblasser, ist der „Nasciturus“ (zu Gebärender) als bereits geboren anzunehmen und ein entsprechender Erbteil zu reservieren. Handelt es sich in der Folge um eine Totgeburt, wird dieser Erbteil unter den lebenden Erben so aufgeteilt, als hätte es die Schwangerschaft nicht gegeben (Nichtigkeit ex tunc).

## Spezielle Geburtsbegriffe
- Frühgeburt – Geburt eines Kindes vor Vollendung der 37. Schwangerschaftswoche
- eine verlängerte Schwangerschaft über die vollendete 42. Schwangerschaftswoche (42 Wochen + 0 Tage) hinaus wird als Übertragung bezeichnet.
- überstürzte Geburt – eine ungewöhnlich schnell verlaufende Geburt.
- Fehlgeburt ist die Bezeichnung für eine Geburt eines Feten von weniger als 500 g, wenn er vor oder während der Geburt stirbt; die Geburt eines abgestorbenen Feten mit einem Geburtsgewicht über 500 g heißt Totgeburt
- Risikogeburt – Geburt mit erhöhter Gefährdung des Kindes oder der Mutter
- vaginale Geburt: Geburt durch den weiblichen Geburtskanal
- Schnittentbindung oder Kaiserschnittentbindung, umgangssprachlich Kaiserschnitt

## Statistische Daten
- Geburtenziffer (Geburtenrate) – Lebendgeborene pro Jahr bezogen auf 1000 Einwohner
- Säuglingssterblichkeit – Prozentsatz der Kinder, die im ersten Lebensjahr sterben

| Jahr | Entbundene Frauen | davon durch Kaiserschnitt | Anteil (in Prozent) |
| ---- | ----------------- | ------------------------- | ------------------- |
| 1991 | 822.842           | 126.297                   | 15,3                |
| 1992 | 797.784           | 128.991                   | 16,2                |
| 1993 | 785.183           | 132.334                   | 16,9                |
| 1994 | 757.693           | 131.351                   | 17,3                |
| 1995 | 749.086           | 131.921                   | 17,6                |
| 1996 | 778.900           | 140.184                   | 18,0                |
| 1997 | 795.724           | 147.314                   | 18,5                |
| 1998 | 766.508           | 149.723                   | 19,5                |
| 1999 | 750.617           | 152.612                   | 20,3                |
| 2000 | 746.625           | 160.183                   | 21,5                |
| 2001 | 715.136           | 161.548                   | 22,6                |
| 2002 | 698.410           | 170.249                   | 24,4                |
| 2003 | 687.508           | 175.341                   | 25,5                |
| 2004 | 682.767           | 183.122                   | 26,8                |
| 2005 | 664.597           | 183.346                   | 27,6                |
| 2006 | 652.642           | 186.889                   | 28,6                |
| 2007 | 664.454           | 194.526                   | 29,3                |
| 2008 | 662.783           | 200.452                   | 30,2                |
| 2009 | 644.274           | 201.480                   | 31,3                |
| 2010 | 656.390           | 209.441                   | 31,9                |
| 2011 | 642.791           | 206.791                   | 32,2                |
| 2012 | 653.215           | 208.254                   | 31,9                |
| 2013 | 661.138           | 210.570                   | 31,8                |
| 2014 | 692.794           | 220.540                   | 31,8                |
| 2015 | 716.539           | 222.919                   | 31,1                |
| 2016 | 761.777           | 232.479                   | 30,5                |
| 2017 | 762.343           | 232.505                   | 30,5                |
| 2018 | 757.878           | 220.343                   | 29,1                |
| 2019 | 748.492           | 221.709                   | 29,6                |

Quelle: Statistisches Bundesamt (Destatis)
In Deutschland kamen im Jahr 2023 692.989 Kinder lebend zur Welt, 6 Prozent weniger als im Vorjahr. Die Geburtenrate sank auf 1,35 Kinder je Frau, bei deutschen Frauen von 1,36 auf 1,26 und bei Ausländerinnen von 1,88 auf 1,74 Kinder je Frau. Mütter waren bei der Geburt ihres ersten Kindes durchschnittlich 30,5 Jahre alt, Väter 33,2.
Im Jahr 2013 wurden in Deutschland 682.069 Kinder lebend geboren. Davon waren 49,8 Prozent der Kinder Erstgeborene im Leben der Mutter, 33,7 Prozent Zweitgeborene, 11,3 Prozent Drittgeborene und 5,2 Prozent das vierte oder weitere Kind. Zwischen dem ersten und dem zweiten Kind lagen im Mittel (Median) 3,3 Jahre, zwischen dem zweiten und dritten Kind 3,9 Jahre. 2012 waren es 673.544 Kinder gewesen, 2009 665.126. Als Grund für diesen Anstieg gilt insbesondere eine positive Entwicklung bei den zweitgebärenden Müttern.
Im Jahr 2003 gab es in Deutschland 589 Krankenhäuser mit einer geburtshilflichen Fachabteilung, im Jahr 2013 insgesamt 430. Bei klinischen Geburten in Deutschland lag die durchschnittliche Verweildauer im Jahr 2003 bei 5,2 Tagen, im Jahr 2012 bei 4,1 Tagen. Eine ambulante Klinikgeburt (mit maximal einem Tag Verweildauer) wird von den gesetzlichen Krankenkassen in Deutschland mit durchschnittlich 922 Euro vergütet. In Deutschland sieht der Fallpauschalenkatalog der Krankenkassen für vaginale Geburten ohne Komplikationen im Bundesdurchschnitt eine Vergütung von 1700 Euro vor, für einen primären Kaiserschnitt (ohne Komplikationen) 2600 Euro. Bei 99,2 Prozent der Klinikgeburten in Deutschland war 2013 eine Hebamme anwesend.

## Film
- Geburt, Dokumentarfilm von Silvia Haselbeck und Erich Langjahr (Schweiz, 2009)[24]
- Die sichere Geburt, Dokumentarfilm von Carola Hauck (Deutschland, 2017)[25]

### Leitlinien
- S1-Leitlinie Infektionsprävention unter der Entbindung. In: AWMF online (Stand 2012)
- S1-Leitlinie Vaginal-operative Entbindungen der Deutschen Gesellschaft für Gynäkologie und Geburtshilfe (DGGG). In: AWMF online (Stand 2007)

### Weiterführende Literatur
- Cornelia Grohmann: Geburtsräume: Ableitungen von Empfehlungen zu räumlicher Organisation, Ausstattung und Gestaltung geburtshilflicher Umwelten aus dem physiologischen Geburtsprozess, physischen und psychischen Bedürfnissen, sowie aus Wünschen und Bewertungen von Nutzern Dresden 2016, DNB 941602958 (Online-Dissertation TU Dresden, Fakultät Architektur-Institut Gebäudelehre und Entwerfen, 2015, 587 Seiten Volltext online PDF, kostenfrei, 608 Seiten, 39,31 MB).
- Eva Labouvie: Andere Umstände. Eine Kulturgeschichte der Geburt. 2. Auflage, Böhlau, Köln / Weimar / Wien 2002, ISBN 3-412-02598-4.
- Manuela Raydt: Geburt. Wichtige Tipps zur Vorbereitung. Irisiana, München 2007, ISBN 3-7205-5007-9.
- Peter Schneck: Geburt. In: Werner E. Gerabek, Bernhard D. Haage, Gundolf Keil, Wolfgang Wegner (Hrsg.): Enzyklopädie Medizingeschichte. De Gruyter, Berlin / New York 2005, ISBN 3-11-015714-4, S. 463.
- Christoph Wulf, Anja Hänsch, Micha Brumlik (Hrsg.): Das Imaginäre der Geburt. Praktiken, Narrationen und Bilder. Fink, München / Paderborn 2008, ISBN 3-7705-4718-7.